# 江南殲滅作戦
江南殲滅作戦（こうなんせんめつさくせん）とは、日中戦争中の1943年4月から6月の間に行われた、湖北省西部での日本軍と中国軍の戦闘である。湖北作戦とも。中国側呼称は鄂西会戦。同時に行われた日本海軍側の作戦名はG作戦。
日本の第11軍（司令官：横山勇中将）が、洞庭湖西方の長江南岸地域に侵攻し、所在の中国軍の撃滅を図った。

## 立案と戦闘の経過
作戦の目的は、第11軍占領地域の安定化と、宜昌より下流の長江の水上交通路確保にあった。太平洋方面を重視して中国での戦線拡大は嫌っていた大本営も、宜昌に滞留中の船舶11隻（合計1万数千トン）の有効活用のために作戦に同意した。またこの時期、中国軍が増水した長江への機雷の敷設や放流を行うとの情報があったため、第一遣支艦隊は水路啓開隊を編成して航路の安全確保を図ることにした。作戦検討段階では「二号作戦」の仮称でも呼ばれており、これは第11軍にとって1943年の2番目の作戦との意味だと推測される。
4月9日から15日の第1期作戦、5月5日からの第2期作戦、5月18日からの第3期作戦の三段階で侵攻は行われた。第1期作戦は戸田支隊（第40師団の一部）を中心に第3師団や独立混成第17旅団が参加し、華容・石首から南下して洞庭湖北岸の三仙湖までを占領した。ついで第2期作戦では第13師団や第58師団の各一部も加わって、枝江南方の西斉・煖水街付近での包囲戦を行い、中国第87軍（第55・第43・新編第22師団）の主力を撃破した。第3期作戦では、日本軍は西陵峡にまで到達した。
西陵峡にある石牌要塞は長江三峡における要所で、もしここを日本軍に突破されると中国軍は後方巴東にある第6戦区司令部が脅かされ、さらには重慶への障壁を失うことになる。第6戦区司令長官陳誠は、配下の防衛軍（第18軍の第11師団）に死守を命じた。防衛軍には砲兵、工兵、通信兵などの特科兵連隊が配属され、また、この戦いの後半から始まった航空兵力（アメリカ第14空軍）の支援を受けられたことは、これまでの中国軍には無いことであった。
この間、中国軍は、侵攻部隊に対する直接抵抗のほか、警備が手薄になった後方地域への反撃作戦も実施した。日本軍第13師団の留守部隊の一部（歩兵1個大隊及び山砲1個中隊）が、第13歩兵団長の多田保少将指揮の下で迎撃に向かってきたのを、荊門北方の子陵舗付近で撃破したこともある。この際に中国軍は山砲1門を鹵獲する「大戦果」を上げている。
宜昌付近の船舶（大小含めて53隻、約16,000トン）は、漢口第二碇泊場司令官里見金二大佐が指揮して5月27日宜昌を出発、漢口へ向かった。この日から、連合軍航空機の出撃が活発になり、戦場付近の日本軍に損害が現れ始めた。29日、日本軍は目的を達成したとして反転し、作戦を終了した。作戦期間中、第1遣支艦隊の水路啓開隊は約60個の機雷を処分した。

## 結果
作戦後、日本軍がまとめた戦果の概要は、中国軍の遺棄死体30,766、捕虜4,279、要塞砲（野砲級）3門、山砲8門、速射砲9門、迫撃砲48門などの鹵獲、飛行機の撃墜鹵獲など13機であった。対して、日本側の損害は戦死者771人と戦傷者2,746人で、うち戦死者157人と戦傷者238人は空襲による損害であった（6月10日まで）。
日本軍の侵攻に対して、中国側はこれを重慶への侵攻の第一歩ととらえて緊張し、激しく抵抗した。中国軍は山間部の要所漁洋関を奪回し、日本軍を前後から攻撃した。やがて日本軍が反転後退していくと、中国軍は戦いに勝利したと受け取った。しかし、この湖北省西部の戦いはアメリカに監視されていた。アメリカ陸軍省は、日本軍の目的は洞庭湖沿岸の食料掠奪と船舶の下航であり、その目的が達成されて自然に退却したのであって、中国側の勝利の発表は大げさである、と考えた。こうしたアメリカの考えに対して、陳誠はアメリカへの電報の中で、日本軍が中国軍に挟撃される危険を冒し、深入りしないだろうと思われていた険しい山地まで侵入して来たことを述べて反論している。
なお、中国側は、本作戦中に日本軍が廠窖虐殺事件を起こしたと非難している。中国側の主張によると、5月9日から12日の4日間に湖南省南県廠窖鎮で、中国軍人および民間人合わせて3万人以上が殺害され、3千人以上が負傷、2千人以上が強姦されたという。中国側は、南京虐殺に次ぐ日中戦争中で2番目の規模の虐殺事件であり、太平洋戦争期では最大の虐殺事件であると主張している。